# Acidoproctus gottwaldhirschi
Acidoproctus gottwaldhirschi är en insektsart som beskrevs av Eichler 1958. Acidoproctus gottwaldhirschi ingår i släktet Acidoproctus och familjen fjäderlöss. Inga underarter finns listade i Catalogue of Life.